# Michael Denton
Pour les articles homonymes, voir Denton.
John Michael Denton  (né le 25 août 1943) est un biochimiste et auteur britannique et australien. En 1973, Denton reçut son doctorat en biochimie à l'université du King's College London .

## Parcours universitaire
Michael Denton a obtenu son doctorat en biochimie en 1973 au King's College de Londres
.
Il est professeur à l’Université d’Otago en Nouvelle-Zélande, et ancien directeur du Centre de génétique humaine de Sydney. Il dirige un programme international de recherche sur ce thème sous l’égide du National Institute of Health américain. Il est l’un des spécialistes mondiaux des maladies génétiques oculaires.
Il a travaillé au King's College London, à l'Université hébraïque de Jérusalem, à l'Université de Bristol et à l'Université de Toronto. Il se déclare théiste.

## Thèse
Le livre de Michael Denton Évolution : une théorie en crise est une critique sévère de la théorie synthétique de l'évolution. Il a suscité des débats passionnés dans de nombreux pays et est devenu un instrument du mouvement du dessein intelligent. Denton a été un influent promoteur du dessein intelligent  et est un ancien Senior Fellow du Centre pour la science et la culture Section du Discovery Institute, qui est au cœur du mouvement du dessein intelligent. Bien que Michael Denton ait demandé que son nom soit retiré du site Web, cet institut continue à citer son ouvrage comme support dans leurs campagnes, et ce livre est cité en annexe dans le livre "Of Pandas and People" de Percival Davis et Dean H. Kenyon, ouvrage défendant la théorie de l'Intelligent Design.

## Publications

### Livres
- Miche-Yves Bolloré et Olivier Bonnassies, Dieu, la science, les preuves - L'aube d'une révolution, Guy Trédaniel éditeur, 2021, collaboration en en tant qu'expert à la rédaction de l'ouvrage[6]
- (en) M. Denton, Evolution: A Theory in Crisis, Adler & Adler, 1985
- (en) M. Denton, Nature's Destiny: How the Laws of Biology Reveal Purpose in the Universe, New York: Free Press, 1998
- M. Denton (préf. Marcel-Paul Schützenberger), L'Évolution. Une théorie en crise, Flammarion, coll. « Champs », 1993
- M. Denton, L'Évolution a-t-elle un sens ?, Fayard, 1997

### Articles
- (en) Denton MJ, Marshall CJ, Legge M. "Protein Folds as Platonic Forms", Journal of Theoretical Biology 2002 Dec 7;219(3):325-342. Abstract
- (en) Denton MJ, Arnstein HR, "Characterization of developing adult mammalian erythroid cells separated by velocity sedimentation," Br J Haematol. 1973 Jan;24(1):7-17.